# Ostapți, Kremenciuk
Ostapți (în ucraineană Остапці) este un sat în comuna Bondari din raionul Kremenciuk, regiunea Poltava, Ucraina.

## Demografie
Componența lingvistică a localității Ostapți
     Ucraineană (95,05%)
     Rusă (4,95%)
Conform recensământului din 2001, majoritatea populației localității Ostapți era vorbitoare de ucraineană (95,05%), existând în minoritate și vorbitori de rusă (4,95%).